# Leptopalpus
Leptopalpus là một chi bọ cánh cứng trong họ Meloidae.
Chi này được miêu tả khoa học năm 1844 bởi Guérin-Ménéville.

## Các loài
Các loài trong chi này gồm:
- Leptopalpus quadrimaculatus Gahan, 1896
- Leptopalpus rostratus (Fabricius, 1792)